# A Baixa Limia
A Baixa Limia (spanyolul Baja Limia) egy spanyol járás (comarca) Galicia autonóm közösségben. A járás teljes népessége 2005-ös adatok szerint 9 245 fő.

## Települések
A székhely neve félkövérrel szerepel.
- Bande
- Entrimo
- Lobeira
- Lobios
- Muíños